# Марков, Александар
Александар Марков (болг. Александър Марков; род. 17 августа 1961, София) — болгарский футболист, игравший на позиции защитника.

## Клубная карьера
Профессиональную карьеру начал в 1981 году в составе софийского «Локомотива», в котором провёл четыре года и в сезоне 1981/82 выиграл Кубок Болгарии. С 1985 по 1991 года выступал в составе команд «Спартак» (Плевен) и «Славия» (София).
Своей игрой за последнюю команду привлёк внимание представителей тренерского штаба клуба «Левски», в состав которого присоединился в 1991 году. Отыграл за команду из Софии следующие пять сезонов своей игровой карьеры, сыграв в 91 матче во всех турнирах и забив 1 гол. За это время трижды выигрывал национальный чемпионат и дважды становился обладателем национального кубка.
С 1996 по 1998 года снова защищал цвета плевенского «Спартака», после чего отправился в США, где и выступал до завершения карьеры в клубах «Хэмптон Роудс Маринерс» и «Атланта Силвербэкс».

## Карьера за сборную
Дебют за национальную сборную Болгарии состоялся 4 мая 1981 года в товарищеском матче против сборной Кубы (5:2). Был включён в состав на чемпионат мира 1986 года в Мексике, где сыграл в 2 из 4 матчей сборной на этом турнире. Всего Марков сыграл за сборную 20 матчей.

## Достижения

### «Локомотив» (София)
- Обладатель Кубка Болгарии: 1981/82

### «Левски»
- Чемпион Болгарии: 1992/93, 1993/94, 1994/95
- Обладатель Кубка Болгарии: 1991/92, 1993/94